# Michaël Fabre
Pour les articles homonymes, voir Fabre.
Michaël Fabre, né le 15 juillet 1984 à Draguignan (France), est un ancien footballeur franco-algérien.

## Formation
Né d'un père algérien et d'une mère française, il est formé au Football Club Nantes Atlantique. Portant, le nom de sa mère, ses parents n'ont pas pu se marier.

## Parcours en club

### Débuts en Italie
Très tôt, à l'âge de 16 ans, Michaël Fabre quitte la France et le FC Nantes pour rejoindre l'Italie. Il décide de signer en faveur du club de Bologne en Série A où il a pour compagnon d'entraînement Gianluca Pagliuca. Il s'engage ensuite avec la Fiorentina qui évolue à l'époque en Série C.

### Retour en France
En 2003, désireux de revenir en France, il s'engage avec Sedan. Il devient la doublure de Patrick Regnault qu'il remplace pour cinq rencontres. Il est également finaliste de la Coupe de France face à l'AJ Auxerre en 2004-2005. La même année, appelé en équipe de France Espoirs, il remporte le Festival International de Toulon.

### Affirmation à Clermont
En 2006, décidant d'acquérir plus de temps de jeu, il rejoint Clermont en National à la suite notamment des blessures des deux gardiens Olivier Enjolras et Laurent Quiévreux. Michaël Fabre en profite pour devenir un titulaire indiscutable et il retrouve la Ligue 2, cette fois-ci avec le statut de no 1.
Le 19 juillet 2011, il est prêté un an avec option d'achat au Racing Club de Lens, alors relégué en Ligue 2, qui le recrute en tant que doublure d'Hamdi Kasraoui. Le 1er septembre, il connaît sa première titularisation dans les buts lensois, lors d'un match de Coupe de la Ligue contre le Evian TG FC (victoire 1-0). Donnant satisfaction à son coach lors de ce match, il est titularisé lors des rencontres de championnat suivantes. Arrivé en tant que doublure, il dispute finalement 12 matchs en tant que titulaire mais l'objectif du club de remonter en Ligue 1 n'est pas accompli. Il fait ainsi son retour au Clermont Foot où il doit composer avec la concurrence de Fabien Farnolle qui s'est entre-temps imposé dans les buts, il ne dispute alors que 13 matchs de Ligue 2.

### Départ et quiproquo en Algérie
En fin de contrat, il prend alors la direction de l'Algérie et du MC Alger où il paraphe un contrat de deux ans. L'aventure y tourne court, son contrat n'étant pas homologué par la fédération du fait d'un quiproquo autour de son nom de famille et d'une lettre de sortie internationale que doit lui délivrer la FFF car il est enregistré sous deux noms différents, au nom de Michaël Belkacem en Algérie et de Michaël Fabre en France. Il reste tout de même un an en Algérie avant de décider de résilier sa deuxième année de contrat.

### La quête de nouveaux challenges
Après un an sans jouer, il s'entraine avec le groupe professionnel clermontois en octobre 2014 en attente d'un nouveau projet, en France ou à l'étranger,. Début 2015, c'est finalement en National qu'il rebondit en s'engageant en faveur de Marseille-Consolat. Il signe ensuite le 4 juin 2015 pour une saison à l'US Boulogne, toujours en National.

## Parcours en sélection
Bien qu'il ait joué pour les sélections de jeunes de l'équipe de France en étant notamment vice-champion d'Europe des moins de 16 ans et sacré champion du monde des -17 ans en 2001, il déclare dans plusieurs interviews se sentir Algérien et considérer l'Algérie comme son pays, et vouloir porter les couleurs des Fennecs,.
En septembre 2009, il obtient son passeport algérien, ce qui le rend donc sélectionnable avec l'équipe nationale.
Le 18 juillet 2011, il fait partie des cinq gardiens retenus dans le groupe de 33 joueurs retenus pour un stage par le nouveau sélectionneur de l'Algérie, Vahid Halilhodžić.

## Statistiques
| Saison                | Club                  | Championnat           | Championnat | Championnat | Coupe(s) nationale(s) | Coupe(s) nationale(s) | Total | Total |
| Saison                | Club                  | Division              | M.          | B.          | M.                    | B.                    | M.    | B.    |
| 2003-2004             | CS Sedan Ardennes     | Ligue 2               | 1           | 0           | 1                     | 0                     | 2     | 0     |
| 2004-2005             | CS Sedan Ardennes     | Ligue 2               | 3           | 0           | 4                     | 0                     | 7     | 0     |
| 2005-2006             | CS Sedan Ardennes     | Ligue 2               | 1           | 0           | 2                     | 0                     | 3     | 0     |
| 2006-2007             | Clermont Foot         | National              | 28          | 0           | 4                     | 0                     | 32    | 0     |
| 2007-2008             | Clermont Foot         | Ligue 2               | 38          | 0           | -                     | -                     | 38    | 0     |
| 2008-2009             | Clermont Foot         | Ligue 2               | 37          | 0           | 2                     | 0                     | 39    | 0     |
| 2009-2010             | Clermont Foot         | Ligue 2               | 38          | 0           | 5                     | 0                     | 43    | 0     |
| 2010-2011             | Clermont Foot         | Ligue 2               | 27          | 0           | 2                     | 0                     | 29    | 0     |
| 2011-2012             | RC Lens (prêt)        | Ligue 2               | 23          | 0           | 1                     | 0                     | 24    | 0     |
| 2012-2013             | Clermont Foot         | Ligue 2               | 13          | 0           | 2                     | 0                     | 15    | 0     |
| 2013-2014             | MC Alger              | Ligue 1               | -           | -           | -                     | -                     | 0     | 0     |
| 2014-2015             | Marseille Consolat    | National              | 13          | 0           | -                     | -                     | 13    | 0     |
| 2015-2016             | US Boulogne           | National              | 26          | 0           | 2                     | 0                     | 28    | 0     |
| 2016-2017             | US Boulogne           | National              | 23          | 0           | -                     | -                     | 23    | 0     |
| Total sur la carrière | Total sur la carrière | Total sur la carrière | 271         | 0           | 25                    | 0                     | 296   | 0     |

## Palmarès
- Vice-Champion d'Europe avec l'équipe de France des moins de 16 ans en 2001
- Champion du monde avec l'équipe de France des moins de 17 ans en 2001
- Vainqueur du Festival International Espoirs de Toulon avec l'équipe de France Espoirs en 2004
- Finaliste de la coupe de France avec Sedan en 2005
- Champion de France de National en 2007